# Хамлидж
Хамлидж, Хамлъх (записван и като Хбнл или Хмдж) е ранносредновековно название на хазарската столицата, по-известна под името Итил.

## Исторически извори
Названието фигурира главно в арабски източници от IX век. Според абасидския административен географ Ибн Хурдазбих през IX век Хамлидж е град, който се намира край устието на река, която се влива в Каспийско море. Той е крайната точка на търговския маршрут от северните страни към Джурджан, където търговците плащат десятък на хазарския цар. Подробно описание на града липсва в тези източници. В панегирическа поема на Бухтури се споменава като място, в което получава славата си арабският пълководец Исхак ибн Кунадж, хазарин по произход. При Ибн Руста и свързани с него автори се среща описание, което съвпада с по-късното описание на Итил, разположен в две части на двата различни бряга на Волга. Самото име Итил се появява в изворите от X век.

## Интерпретация
Отъждествяването на Хамлидж с Итил е общоприето. По-малка част от изследователи, като например ПитърГолдън, смята Хамлидж отделен град във волжката делта, като основание за това черпи от факта, че в някои източници (Мукадиси, Худуд ал-Алам и др) градът се споменава едновременно с Итил.